# كارديف الجنوبية وبينارث (دائرة انتخابية في المملكة المتحدة)
كارديف الجنوبية وبينارث (بالإنجليزية: Cardiff South and Penarth)‏ هي إحدى الدوائر الانتخابية في المملكة المتحدة الممثلة في مجلس العموم في برلمان المملكة المتحدة.
عضو البرلمان الذي يمثلها حالياً هو :Rt Hon Alun Michael (Lab/Co-op).